# La Tour-de-Sçay
La Tour-de-Sçay ist eine französische Gemeinde mit 323 Einwohnern (Stand: 1. Januar 2022) im Département Doubs in der Region Bourgogne-Franche-Comté.

## Geographie
La Tour-de-Sçay liegt auf 291 m, etwa 22 Kilometer nordöstlich der Stadt Besançon (Luftlinie). Das Dorf erstreckt sich am Rand einer Ebene, die südlich an das Tal des Ognon anschließt, am Nordfuß des Mont Bichoux, einem der äußersten nordwestlichen Höhenzüge des Juras.
Die Fläche des 8,82 km² großen Gemeindegebiets umfasst einen Abschnitt der gewellten Landschaft zwischen den Flusstälern von Doubs und Ognon. Der nördliche Teil des Gebietes wird von einem Plateau eingenommen, das durchschnittlich auf 280 m liegt und leicht nach Norden geneigt ist. Während die nähere Umgebung des Dorfes von Acker- und Wiesland bestanden ist, dehnt sich im Norden das Waldgebiet des Bois de la Bussière aus. Nach Süden erstreckt sich das Gemeindeareal über einen durch mehrere Tälchen untergliederten Hang auf den breiten Kamm des Mont Bichoux, auf dem mit 495 m die höchste Erhebung von La Tour-de-Sçay erreicht wird. An dessen Nordhang gibt es ebenfalls große Forstgebiete, nämlich den Bois de la Côte du Mont, den Grand Bois und den Bois Haut.
Zu La Tour-de-Sçay gehört der Weiler Le Verjoulot (305 m) in einer Talmulde am Nordfuß des Mont Bichoux. Nachbargemeinden von La Tour-de-Sçay sind Rigney, Germondans und Flagey-Rigney im Norden, Cendrey im Osten, Villers-Grélot, Pouligney-Lusans und Corcelle-Mieslot im Süden sowie Rignosot im Westen.

## Geschichte
Im Mittelalter bildete La Tour-de-Sçay ein Lehen der Herrschaft Montbozon. Zusammen mit der Franche-Comté gelangte das Dorf mit dem Frieden von Nimwegen 1678 definitiv an Frankreich. Heute gehört La Tour-de-Sçay zum Gemeindeverband Doubs Baumois.

## Sehenswürdigkeiten

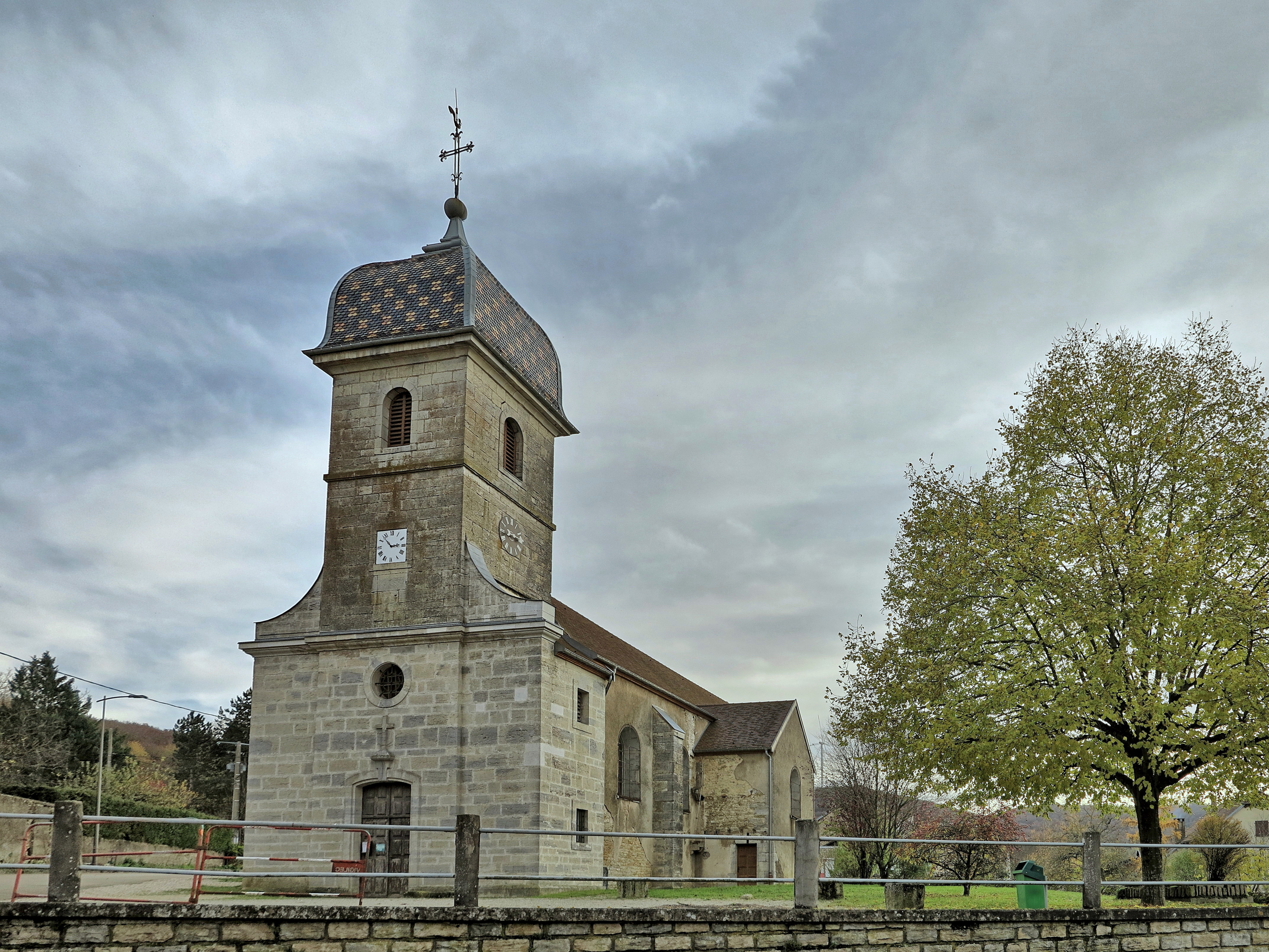
Kirche Saints-Pierre-et-Paul

Die einschiffige Kirche Saints-Pierre-et-Paul wurde 1771 im klassischen Stil erbaut. Ferner besitzt La Tour-de-Sçay eine Landkapelle und ein Oratoire.

## Bevölkerung
| Jahr                       | 1962 | 1968 | 1975 | 1982 | 1990 | 1999 | 2004 | 2016 |
| Einwohner                  | 143  | 141  | 199  | 207  | 219  | 222  | 242  | 296  |
| Quellen: Cassini und INSEE |      |      |      |      |      |      |      |      |

Mit 323 Einwohnern (Stand 1. Januar 2022) gehört La Tour-de-Sçay zu den kleinen Gemeinden des Départements Doubs. Nachdem die Einwohnerzahl in der ersten Hälfte des 20. Jahrhunderts deutlich abgenommen hatte (1891 wurden noch 308 Personen gezählt), wurde seit Beginn der 1970er Jahre wieder ein Bevölkerungswachstum verzeichnet.

## Wirtschaft und Infrastruktur
La Tour-de-Sçay war bis weit ins 20. Jahrhundert hinein ein vorwiegend durch die Landwirtschaft (Ackerbau, Obstbau und Viehzucht) und die Forstwirtschaft geprägtes Dorf. Daneben gibt es heute verschiedene Betriebe des lokalen Kleingewerbes und des Einzelhandels. Mittlerweile hat sich das Dorf auch zu einer Wohngemeinde gewandelt. Viele Erwerbstätige sind deshalb Wegpendler, die in der Agglomeration Besançon ihrer Arbeit nachgehen.
Die Ortschaft liegt abseits der größeren Durchgangsstraßen an einer Departementsstraße, die von Besançon nach Rougemont führt. Der nächste Anschluss an die Autobahn A36 befindet sich in einer Entfernung von ungefähr zwölf Kilometern.